# Domobranstvo (HVO)
Domobranstvo je bilo rezervni sastav Hrvatskog vijeća obrane tijekom rata u BiH. Ime je dobilo po uzoru na povijesno Kraljevsko hrvatsko domobranstvo.

## Povijest
Domobranstvo je ustrojeno 3. studenoga 1992. odlukom Mate Bobana, predsjednika Hrvatske zajednice Herceg-Bosne, kao posebni dio oružanih snaga Hrvatske zajednice Herceg-Bosne, Hrvatskog vijeća obrane. Domobranstvo je ustrojeno na teritorijalnom načelu, a u njegov sastav su ušle sve postrojbe pričuvnog sastava oružanih snaga Hrvatske zajednice Herceg-Bosne. 
Organizacijski su brigade Hrvatskog vijeća obrane bile ustrojene na modificiranom predlošku organizacije pričuvnih brigada tipa "R" u staroj Jugoslavenskoj narodnoj armiji, a prema tom su rasporedu bile i opremane i imale planski sastav od 2.841 časnika i vojnika. Međutim, u pojedinim područjima, posebno srednjoj Bosni, taktičke postrojbe Hrvatskog vijeća obrane nikada nisu uspijevale dostići predviđenu snagu (broj časnika i vojnika).
Kao lake pješačke snage, brigade Hrvatskog vijeća obrane obično su bile organizirane u tri ili četiri pješačke bojne, s minimalnom strukturom borbene i logističke potpore. Svaka pješačka bojna sastojala se od pet pješačkih satnija, izviđačkog voda, protutenkovskog voda, pratećeg voda (opremeljenog 120 mm i 80 mm granatama i bestrzajnim puškama), logističkim vodom i komunikacijskim odjelom. 
Nakon završetka bošnjačko-hrvatskog sukoba u veljači 1994. godine i stvaranja Vojske Federacije BiH, postojeće pješačke brigade Hrvatskog vijeća obrane preimenovane su u domobranske pukovnije Hrvatskog vijeća obrane (pukovnije Civilne zaštite), a došlo je i do stvaranja nekih novih domobranskih pukovnija.

## Himna HVO-a
Riječ domobrani se pojavljuje u himni Hrvatskog vijeća obrane: 
| Mi smo vjerni domovini, svom narodu, dragom Bogu, sluge djeci, pravdi, vjeri, domobrani Svetom Bogu. S krunicom i strojnicom, cvijet mladosti spremno gazi. Sviću dani, nove zore, za naše gore, rijeke i more. Hrvatsko vijeće obrane, samo za sinove odane, Herceg-Bosni i slobodi, HVO, HVO, HVO nas vodi. Hrvatsko vijeće obrane, samo za sinove odane, Herceg-Bosni i slobodi, HVO, HVO, HVO nas vodi. |